# Americká hypoteční krize 2007

Street art komentující hypoteční krizi, Manhattan New York

Americká krize trhu s hypotékami, která v červenci a srpnu 2007 vyústila ve finanční propad burzovních trhů v USA, byla způsobena rizikovými hypotečními úvěry. Kvůli propojenosti trhů se tato krize rychle přelila do celého světa a nakonec přerostla ve světovou finanční krizi.
Kvůli systému financování hypotečních úvěrů ve Spojených státech vznikla finanční propast, jejímž důsledkem byl kolaps největších amerických obchodníků s hypotékami a půjčkami, jako třeba New Century Financial Corporation. Celá tato situace měla na svědomí historickou depreciaci amerického dolaru a propad světových burz, což vyhnalo cenu komodit, zejména ropy, prudce vzhůru. Vznikla i uranová bublina 2007.
Časové vymezení této krize je prakticky nemožné, neboť přesný počátek lze vymezit jen na základě poznatků, kdy krize pronikla na veřejnost. Její konec nelze pevně vymezit, protože tato krize se změnila v krizi likvidity. Obecně lze za počátek hypoteční krize považovat 29. červenec 2006, kdy Federální rezervní systém navzdory znepokojivým signálům zvedl základní úrokovou sazbu. Za změnu této krize na krizi likvidity lze považovat 14. srpen, kdy došlo k bankovnímu runu na Northern Rock, což byla banka, jejíž problémy neměly souvislost s hypotečními úvěry.

## Příčiny krize
Hypoteční krize vznikla kvůli kombinaci celé řady faktorů. Vzhledem ke skutečnosti, že tato krize přerostla v jednu z největších poválečných krizí, jsou příčiny často politizovány a neexistuje pak shoda, zda za ni může příliš mnoho regulace anebo nedostatek regulace ze strany států a mezinárodních organizací zaměřených na ekonomiku. Mezi ekonomy a politiky neexistuje ani shoda na tom, jak moc jednotlivé věci ke krizi přispěly.

### Zákony
Příčiny americké hypoteční krize je třeba hledat v poměrně daleké minulosti, kdy postupně vznikaly zákony, jejichž pomocí měly banky suplovat sociální programy. Těmito zákony, spolu se zákony uvolňujícími finanční trhy, se banky dostaly do situace, kdy pro ně mohlo být výhodné poskytovat nesplatné hypoteční úvěry. Pokud tato situace pro ně nebyla přímo výhodná, nebyla pro ně alespoň nevýhodná, výhodná však byla pro jednotlivce prodávající dané produkty.
První v řadě zákonů, které vedly k prostředí umožňující vznik hypoteční krize je Community Reinvestment Act, který v roce 1977 prosadila administrativa Jimma Cartera. Tento zákon byl prvním zákonem s ambicí stát se sociálním programem. Community Reinvestment Act nutil banky, aby půjčovaly nezávisle na solventnosti a bonitě dlužníků a aby měly určitý podíl méně kvalitních úvěrů. Konkrétním cílem bylo odstranění tzv. redliningu – úvěrového znevýhodnění sociálně slabších lokalit. Zákon byl prosazen víceméně jako boj proti rasové diskriminaci. V době před vznikem zákona totiž banky nechtěly poskytovat úvěry celým regionům, respektive v městských částech osídlených například přistěhovalci či etnickými menšinami, které měly špatnou platební morálku. Tento zákon sám o sobě ještě banky nijak přímo nenutil do rizikových hypotečních úvěrů, ale pokud chtěly fúzovat, nebylo jim to americkými úřady umožněno, pokud neprokázaly, že opustily redlining. V roce 1995 byl Community Reinvestment Act revidován způsobem, který vedl ke zvýšení počtu hypotečních úvěrů finančně nejslabší vrstvě. Dociloval toho pomocí podpory nestandardních úrokových sazeb a vytvářením sekundárního trhu a pomocí povolování akvizic a fúzí jen těm bankám, které plnily limity těchto tzv. subprime hypoték. V roce 1997 však Kongres schválil zákon navržený administrativou Billa Clintona, který zavedl sekuritizaci. Cílem všech těchto zákonů bylo zvýšit procento chudých lidí vlastnících dům a jejich následná resocializace. Díky dostatečně štědré podpoře ze strany vlády provedla první sekuritizaci již v roce 1997 společnost Bear Stearns. V roce 1999 administrativa Billa Clintona prosadila zrušení Glass-Steagall Act z roku 1933, který velmi striktně odděloval retailingové a investiční bankovnictví a prosadila nový bankovní zákon – Gramm-Leach-Bliley Act. Tento zákon povolil bankám neoddělovat tyto dva typy bankovnictví, od čehož si sliboval, že se odstraní procentuální rozdíl mezi bílými a nebílými vlastníky domů.

### Dot-com bublina

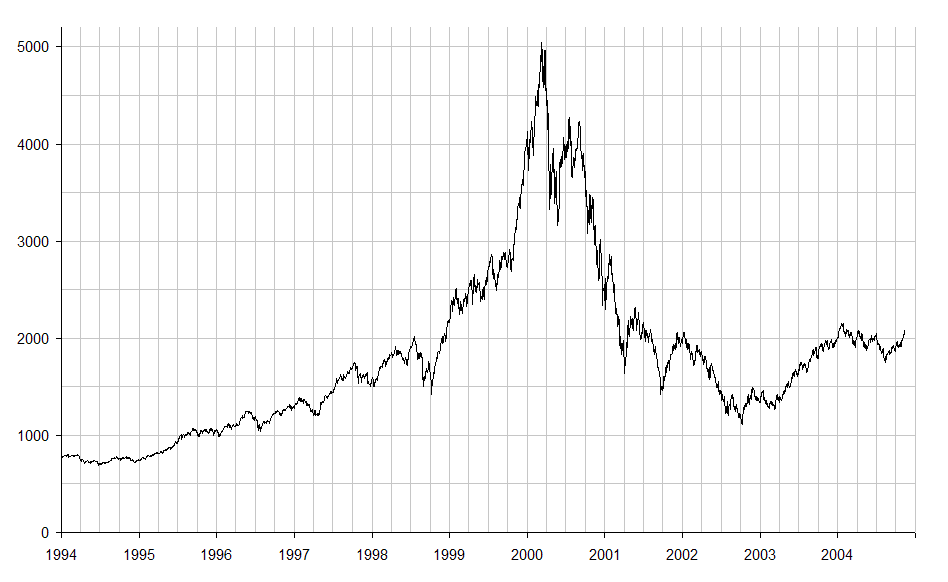
Vývoj burzovního indexu NASAQ v letech 1994–2004

Dalším problémem svázaným s hypoteční krizí je tzv. Dot-com bublina, která vyvolala takové reakce politiků, zejména Federálního rezervního systému, které hypoteční trh ve Spojených státech těžko mohl ustát.
V posledním desetiletí 20. století nastal prudký rozvoj Internetu podpořený nárůstem jeho uživatelů. Firmy proto investovaly do rozvoje internetového podnikání s představou, že se vložené prostředky vrátí zhruba do pěti let. Na získání financí na tyto investice se obvykle využívalo emisí cenných papírů, zejména akcií.
Nové technologie slibovaly rychlý zisk, proto se tyto akcie staly populární a poměrně brzy i nadhodnocené. Návratnost investic se však ukázala výrazně delší a značná část firem se dokonce pohybovala ve ztrátě. Z toho vyplývá, že se mnoho z těchto investic nikdy nezaplatilo. Tento vývoj je dobře patrný z burzovního indexu NASDAQ, z jehož vývoje vyplývá, že akcie tohoto typu se dostaly na vrchol v roce 2000, po němž následoval tříletý pád, kdy se akcie propadly až na hodnotu z roku 1998. Prakticky nastala situace, kdy tento index během několika měsíců spadl z pěti tisíc bodů na polovinu a během dalších dvou let se propadl o další polovinu a skončil tak na 1200 bodech. V důsledku toho se tržní hodnota technologických firem mezi březnem 2000 a říjnem 2002 snížila o pět bilionů amerických dolarů.

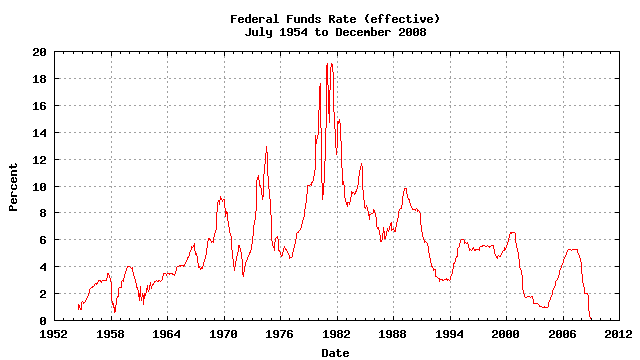
Graf ukazuje úrokové sazby FEDu v letech 1958–2008, je na něm patrný prudký pokles sazeb v době splasknutí Internetové bubliny

V okamžiku, kdy Dot-com bublina splaskla, byly firmy nuceny odepsat špatné investice, jelikož již nebylo možné financovat ztrátu. Po odpisu těchto investic byla řada firem nucena vyhlásit bankrot, firmy které nezbankrotovaly, musely provést restrukturalizaci. Tím se od léta roku 2000 do léta 2003 zvýšila nezaměstnanost v USA o dvě procenta. Protože domácnosti nebyly zasaženy jen zvýšenou nezaměstnaností, ale i špatnými investicemi do technologických akcií, reagovaly na to snížením spotřeby. To vedlo k tomu, že hospodářství USA hrozila recese. Na nebezpečí recese zareagoval Federální rezervní systém podporou měnové politiky a v průběhu roku snížil úrokové sazby z 6,5 procenta na 1,75 procenta a dále je snižoval až se koncem roku 2003 dostaly na jedno procento. Tímto způsobem Fed docílil toho, že banky začaly levněji půjčovat, čímž se zastavil propad spotřeby a zároveň se tak zabránilo krachu řady dalších společností, neboť nižší úroky umožnily půjčit i méně solventním firmám, což zastavilo zvyšování nezaměstnanosti. Nezaměstnanost po snížení úrokové sazby ještě chvíli stoupala, kdy v první polovině roku 2002 dosáhla 5,7% a behem druhé 5,8%. Poté začala víceméně stagnovat, kdy v první polovině roku dosáhla 6,0% a koncem druhé poloviny roku 2003 6,1%. Následující rok začala klesat, kdy její hodnota v první polovině roku 2004 vykazovala hodnotu 5,9% a na konci druhé poloviny již 5,7%.
Pokles základní úrokové sazby srazil dolů všechny úrokové sazby, což stimulovalo rodiny k vyšším výdajům, čímž se odvrátila recese. Meziroční růst HDP poklesl z 3,7 procenta v roce 2000 na 0,8 procenta v roce 2001, ale již v roce 2003 se dostal na 3,6 procenta. Akciové indexy NASDAQ a DJIA od poloviny roku 2003 také vykazovaly růst.
Problémem však začalo být, že nízké úrokové sazby klesly na úroveň, při níž americké domácnosti začaly žít na dluh více než před krizí. Tím sice rostla spotřeba, což zvedlo HDP, ale zároveň sazby u hypotečních úvěrů s pohyblivou úrokovou mírou klesly na úroveň, kdy byly dostupné i lidem, kteří by na ně normálně nedosáhli. V roce 2002 se začal prudce zvyšovat rozdíl mezi dlouhodobou fixací úrokových sazeb (v USA je běžně nabízena třicetiletá fixace) a úvěry s fixací pohyblivou. Zatímco v roce 2000 byla třicetiletá fixace okolo 7,75 procent a roční fixace se pohybovala okolo 7,25 procenta, v roce 2003 již byl mezi těmito sazbami rozdíl téměř 1,5 procenta – tj. 5,5 a 3,5 procenta. Tento rozdíl samozřejmě vedl k vyššímu využívání pohyblivé úrokové sazby.
Problémem ovšem bylo, že takto nízké sazby tlačily platební bilanci zahraničního obchodu USA do obrovského schodku, který se v roce 2004 dostal až na 605 miliard amerických dolarů. Další negativní důsledek nízkých sazeb spočíval v odlivu portfoliových investic z USA. Proto Fed ve snaze zamezit dalšímu odlivu investic začal od léta 2004 zvedat úrokové sazby, s nimiž začala stoupat i úroková sazba u hypotečních úvěrů úročených variabilně, následně pak stoupaly sazby i domácnostem s již uzavřeným hypotečním úvěrem. V lednu roku 2006 sazby dosáhly 4,5 procenta a v červnu se ustálily na hodnotě 5,25 procenta, což byla optimální varianta pro opětovný příliv investic a příznivý vývoj bilance zahraničního obchodu. Zároveň však takto vysoká sazba vedla ke zvýšení splátek hypotečních úvěrů na úroveň, kdy řada domácností nevydělávala dost peněz na to, aby mohla dlouhodobě splácet hypoteční úvěr. Znamená to, že domácnosti byly schopny splácet svůj hypoteční úvěr jen za předpokladu, že nebudou mít mimořádný výdaj v rozsahu více než deset procent příjmu.

### Realitní bublina
Se snížením úrokových sazeb prudce vzrostl počet prodávaných domů, tento vzestup však neodpovídal možnostem americké ekonomiky. Do roku 2001 se trh s nemovitostmi v USA vyvíjel velmi stabilně. To znamená, že počet prodaných domů rostl zhruba o dvě procenta, což téměř přesně kopíruje nárůst obyvatel a bohatnutí společnosti. V roce 2002 začal počet prodaných nemovitostí stoupat výrazně rychleji než v předchozím období a tento nárůst pokračoval až do roku 2005. Počet prodaných nemovitostí v roce 2005 byl téměř o třetinu vyšší než v roce 2001. To představovalo nárůst o devět procent ročně přičemž ve stejném období rostla i cena a to o osm procent ročně. Pokud by toto mělo být reálné a trvale udržitelné, musely by příjmy amerických domácností růst zhruba o osmnáct procent, což se však nedělo, odhady růstu nominálních příjmů domácností v USA hovoří o zhruba šesti procentech. Z uvedeného růstu hypotečních úvěrů a růstu příjmů domácností vyplývá, že přebytek musel být financován dluhem domácností, který by nebyl realizován, kdyby nedošlo k poklesu úrokových sazeb. Pokud chceme vyčíslit hodnotu realitní bubliny, rozpadá se na dvě realitní bubliny – a to realitní bublinu nových a starých domů. Cenu nových domů lze spočítat relativně přesně tak, že se počet nově postavených domů nad běžný růst vynásobí průměrnou cenou nového domu. Ze statistik prodeje nových nemovitostí v USA vyplývá, že se v letech 2002–2005 postavilo zhruba sedm set tisíc nových domů navíc oproti běžným letům. Pokud uvážíme průměrnou cenu nových domů v jednotlivých letech, zjistíme, že hodnota této bubliny v nových domech je zhruba 160±20 miliard amerických dolarů. Tato část peněz se projevila relativně rychle – tj. během dvou maximálně tří let. Následky této bubliny nesou banky, stavebnictví a developeři.
Druhou část bubliny tvoří prodané starší domy. Zde je výpočet složitější, neboť neexistuje žádná statistika, kde by byl počet prodaných existujících domů evidován, v USA není ani jednotná právní úprava pro daň z převodu nemovitosti. Obecně pro USA platí, že prodej starších domů je cca pětkrát vyšší než stavba nových nemovitostí, tento trend má však při výkyvu u stavěných domů obecně roční až dvouleté zpoždění. Předpokládá se, že v letech 2004–2007 bylo v období realitní bubliny prodáno cca 27 miliónů nadhodnocených domů. To by ukazovalo na bublinu v hodnotě zhruba 600 miliard amerických dolarů. U tohoto druhu nadhodnocení se však nejedná o prostředky, které by z ekonomiky USA zmizely. Koneční kupující sice prodělali, ale prodávající zase stejnou sumu vydělali. Jelikož není možné sledovat tok zisků a ztrát plynoucí ze spekulativní bubliny, usuzuje se, že americká ekonomika z těchto domů utrpěla škodu 400 miliard ±100 miliard amerických dolarů. Tato část bubliny splaskává pozvolně v rozmezí tří až pěti let. Následky této bubliny nesou především instituce poskytující spotřebitelské úvěry.
Při součtu těchto čísel je patrné, že v americké ekonomice je na základě realitní bubliny ukryto zhruba 550±100 miliard amerických dolarů, které mohou tvořit inflační peníze. Obecně se nejčastěji hovoří o problému, který je svázán s nejméně bonitními klienty, čili o NINJA a subprime hypotečních úvěrech, lidé spojení s těmito hypotečními úvěry tvoří ve skutečnosti pouze část problému. Druhá část problému je spojena s normálním hypotečním úvěrem, protože lidé ze střední třídy si často pořídili luxusnější bydlení než si mohli dovolit. Tato skupina lidí pak nemůže prodat svůj dům, jelikož hodnota domu již nekryje celý hypoteční úvěr a oni nemohou prodat dům tak, aby si mohli dovolit další hypoteční úvěr na méně luxusní dům.
Platí tedy, že díky krátkodobě nízkým úrokovým sazbám si hypoteční úvěr mohli dovolit nejméně bonitní lidé, ale zároveň platí, že díky těmto sazbám si střední třída mohla dovolit bydlení, které neodpovídalo jejímu ekonomickému potenciálu.

### Vliv spekulace na realitní bublinu
V téměř každé krizi politici obviňují spekulanty z nějakého negativního jednání, které krizi způsobilo, nebo alespoň prohloubilo. Spekulativní investice je třeba, zejména z hlediska této realitní bubliny, rozdělit na dvě skupiny. První skupinu tvoří profesionální spekulanti, kteří si problém hrozící realitní bubliny velmi brzy uvědomili. Je zřejmé, že po propadu cen akcií spojeným s Dot-com bublinou hledaly investiční fondy a další finanční instituce komoditu, kam by bylo možné investovat svůj spekulativní kapitál. Tato první skupina však v určitém období realitní trh opustila a na celém procesu vydělala.
Dlouhodobý hospodářský růst vytváří volný kapitál i u střední třídy, což vytváří prostor pro spekulace více lidí, kteří se problematice trhů nevěnují. Při dlouhodobém hospodářském růstu roste přesvědčení, že hodnota nemovitosti v čase se zvyšuje i přes její opotřebovávání. Toto spolu s dlouhodobým růstem cen nemovitostí vedlo k tomu, že prudce vzrostl i počet spekulativně zakoupených nemovitostí, což dále zvyšovalo cenu nemovitostí. Podle studie vypracované Národní asociací obchodníků s nemovitostmi bylo 23 procent všech koupených domů pořízeno jako investice, 13 procent pak byly tzv. druhé domy. To znamená, že investoři neočekávali zisk z nájmů, ale růst ceny. Nákup nemovitosti pak nebyl investicí do realit, ale spekulací. Což v tomto objemu naplňuje definici spekulativní bubliny. Nové nemovitosti byly dvakrát až třikrát prodány, než byla nemovitost koupena nespekulativně. To utvořilo základ pro realitní bublinu, kdy se uvažuje rozdíl prodejní ceny všech nemovitostí a jejich skutečné hodnoty bez spekulace.
Spekulací urychlený růst pak vedl řadu bankovních domů k názoru, že cena nemovitostí skutečně v čase poroste i nadále a začaly půjčovat i zcela nebonitním klientům. Tyto tzv. NINJA hypoteční úvěry byly brzy poskytovány prakticky všemi bankovními domy, neboť ty opatrnější nechtěly ztratit svou pozici na trhu.

### Systémové nastavení bankovního trhu

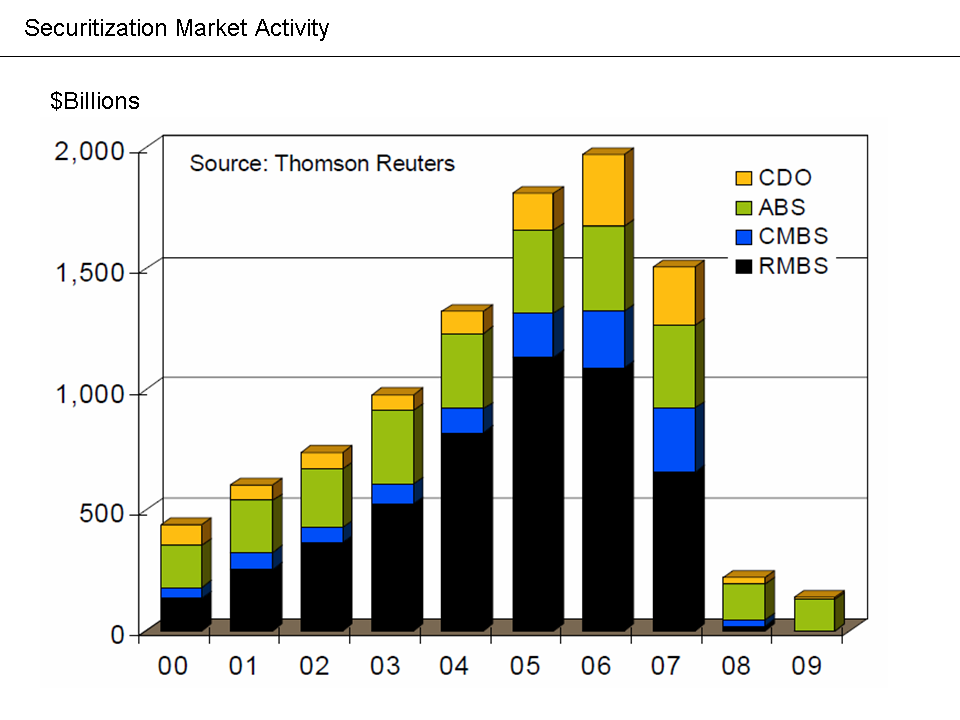
Graf sekuritizace v jednotlivých letech

Jednou z prvotních příčin hypoteční krize bylo špatné systémové nastavení celého odvětví, resp. regulace bank a bankovního dozoru. Systém totiž rezignoval na kontrolu bankovnictví a začal se snažit o jeho regulaci či spíše propojení se státními zájmy. Banky pak neměly dostatečnou motivaci k dodržování principů, které umožňují jejich dlouhodobé fungování na trhu.
Banky jsou povinny dodržovat tzv. kapitálovou přiměřenost a pravidla obezřetného podnikání. To znamená, že je autoritou (zpravidla centrální bankou) v aktivech určen poměr mezi vlastním kapitálem a poskytnutými úvěry, čímž se má předcházet nedostatečné likviditě bank. Banky tak mohou poskytnout jen takové množství úvěrů, které v určité krizové situaci neohrozí jejich existenci. Pokud se finanční instituce dostane na tento poměr, může poskytovat úvěry jen za předpokladu navýšení vlastního kapitálu, což je velice nákladné. Z tohoto důvodu se banky často uchylují k tzv. sekuritizaci, což v podstatě znamená, že se pohledávky z úvěru sloučí do balíku, který je prodán nebankovní instituci (special purpose vehicle), banky si tím uvolní možnost pro další půjčování a zároveň získají peníze. Special purpose vehicle vystaví na budoucí cash-flow z úvěrových balíků obchodovatelné, postupované cenné papíry tzv. CDO. Těmto obligacím je následně přidělen rating, investiční banky je poté umístí na finanční trh a investoři inkasují cash-flow z původních půjček. Důležitá je skutečnost, že banky nejsou nuceny držet poskytnuté úvěry ve svých rozvahách, ale vytváří z nich tzv. strukturované finanční nástroje. Tento systém má pro banky celou řadu výhod, z nichž nejzákladnější spočívají v tom, že banka přesouvá riziko na investora, uvolňuje si kapitál pro další expanzi a musí tvořit menší rezervy. Největší nevýhoda sekuritizace je na straně investora, protože při nemožnosti restrikce jsou transformované pohledávky prakticky nedobytné. Ačkoli je sekuritizace chápána jako přínos pro trh, tak při způsobu jakým byla americkými bankami využívána, muselo ke krizi nutně dojít. Banky totiž rizikové subprime hypotéky seskupily do balíčků, které prodaly nebankovním institucím. Pro poskytovatele úvěru se tímto stala důležitější schopnost prodat úvěr dále, než schopnost klienta splatit úvěr. Vytvoření a prodej strukturovaných derivátů prováděly banky pomocí specializovaný firem, které do dalšího prodeje zapojily investiční banky, investiční a hedgeové fondy. Ratingové agentury tyto balíčky špatně odhadly a přiřadily jim vysoký rating, následně pak byly tyto balíčky prodány, což ve svých důsledcích rozšířilo krizi do celého světa. Sekuritizace tak zásadním způsobem přispěla k rozšíření krize do celého světa, protože tyto dluhopisy pak často skončily v portfoliích hedgeových fondů, zahraničních institucionálních investorů a v evropských bankách, kde se často staly předmětem další sekuritizace. Tato vícenásobná sekuritizace z nich udělala zcela nečitelnou věc, která byla kupována pouze na základě ratingu. Tento vývoz hypoteční krize umožnil delší fungování a větší znepřehlednění hypotečního trhu se zcela nerentabilními hypotečními úvěry.
Průvodním jevem tohoto procesu bylo využívání tzv. pákového efektu, což znamená, že se na investice použije krátkodobý dluh. Předpokládané snížení rizik, ke kterému došlo díky sekuritizaci, tak vedlo k masivnějšímu investování, které dále zvětšovalo pákový efekt.
Snaha udržet si podíl na trhu spolu s velkou konkurencí v oboru a možností sekuritizace vedla banky k nižší kontrole bonity klientů. Navíc díky konkurenci v oboru začaly být nabízeny různé výhodné úvěry, kdy vlastně první rok nebo dva platil klient zvýhodněnou sazbu a tak mohl nabízející obejít ověření bonity. Díky poklesu a právnímu zájmu došlo k situaci, že začaly být rozšířeny nejen subprime hypotéky, ale uplatnily se i úvěry NINJA.
Dalším systémovým problémem je, že prodejci hypoték jsou formou provizí přímo zainteresováni na prodeji hypotečních úvěrů. To v okamžiku, kdy finanční ústavy polevily v kontrole bonity klienta, vedlo k tomu, že se prodejci snažili hypoteční úvěr prodat komukoli, ačkoli museli vědět, že klient nebude schopen svým závazkům dostát.

### Změny v pojištění rizik
Z důvodu masivního rozvoje stínové ekonomiky musely finanční ústavy změnit systém pojištění rizik. Finanční instituce mezi sebou uzavíraly dohody o směně úvěrového selhání Credit default swap.
Což je swapový kontrakt, jímž se kupující zavazuje platit prodávajícímu pravidelně určitou částku a prodávající se zaručuje vyrovnat ztrátu, která by vznikla, pokud by nastala kreditní událost referenčního emitenta a závazky vyplývající z podkladového aktiva by nebyly řádně placeny. Prodejce tedy platí nákupčímu poplatky a ten hradí ztráty v případě nesplacení závazků. CDS umožňuje kupujícímu nevlastnit bazický instrument zatížený kreditním rizikem a může se tak pojistit vůči kreditnímu riziku, kterému není vystaven. Toto není u klasického pojištění možné. Další změna oproti pojištění spočívá v možnosti účetně vykazovat CDS jejich tržní hodnotou. To v principu umožňuje, aby byl CDS kontrakt předmětem spekulace.

### Boj proti rasismu
Politika ve Spojených státech se postupně dostala do situace, kdy se špatná ekonomická situace černochů a hispánců stala předmětem boje proti rasismu. Rasismus tak přestal znamenat právní, ekonomické a společenské znevýhodnění, ale začal znamenat i ekonomicky špatnou situaci. Politici pak považovali za nesprávné, že existuje vyšší procento bílých obyvatel vlastnících nemovitost. Z tohoto důvodu vznikly státem podporované hypoteční asociace – GSE, Fannie Mae a Freddie Mac. Tyto polostátní instituce slouží k podpoře vládní politiky a jsou zdrojem dlouhodobého hromadění hypoték s nízkou bonitou klientů a také vydávají hypotečními úvěry kryté finanční deriváty. Banky tak byly nuceny půjčovat i lidem na základě barvy pleti, na druhou stranu těmto klientům, taktéž na základě barvy pleti, poskytovaly hypoteční úvěr na vyšší procento.

### Ratingové agentury
Fungování ratingových agentur se po vypuknutí hypoteční krize stalo předmětem poměrně velké kritiky jak ze strany politiků, tak ze strany ekonomů. Kritika se opírá o skutečnost, že ratingové agentury i přes některá varování přidělovaly balíčkům složených z hypoték diskutabilní návratnosti vysoký rating, čímž podporovaly zájem o tento produkt. Problém ratingových agentur spočívá v jejich nastavení, které vzniklo již v roce 1975, kdy Spojené státy vytvořily standard, pomocí něhož prakticky vyrobily monopol tří ratingových agentur. Tyto agentury vydávají rating, jehož cílem je ohodnotit rizika spojené s investicí, která je pro investora nepřehledná. Problémem je, že ohodnocení ratingu neplatí investor, ale emitent, což se právě do roku 1975 nedělo. Z toho plyne podezření na propojení mezi bankou vydávající dluhopis a ratingové agentury. Toto podezření nejvýrazněji vyslovil hlavní prokurátor státu Ohio Marc Dann, který vyšetřoval ratingové agentury pro podezření záměrného nadhodnocení ratingu či alespoň zanedbání povinností spojených s kvalitním ohodnocením. Tuto verzi potvrzuje nezávislý výzkumný institut Credit Sights. Ratingové agentury se brání tím, že neměly dostatečné podklady pro správné ohodnocení, dále poukazují na skutečnost, že banky jim dodávaly zkreslené informace a že rizika tedy odhadly správně. Ratingových agentur se také zastal Mortgage Bankers Association, který potvrzuje, že banky dávají ratingovým agenturám nepřesné údaje. Poukazuje na skutečnost, že zatímco v roce 2000 bylo 3515 vyšetřování kvůli nesprávně poskytnutým datům, v roce 2006 jich bylo přes 28 tisíc a v roce 2007 jich bylo přes 46 tisíc.

### Morální hazard
Velmi často skloňovaným důvodem hypoteční krize je tzv. morální hazard, což je terminus technicus z teorie tržního selhání pro stav, kdy se společnost či jedinec chovají jinak v případě, že nesou plné riziko za své činy a jinak v případě, že ho následkem nějakých vlivů (zpravidla pojištěním) nenesou. Neboli stav, kdy jeden ekonomický subjekt při maximalizaci svého užitku snižuje užitek ostatních účastníků tržní transakce na základě jejich neinformovanosti. Problém morálního hazardu v této krizi spočívá v tom, že banky neinvestovaly svoje peníze (Merrill Lynch měla jen tři procenta svého kapitálu), ale peníze svých klientů, přičemž se vědomě dopouštěly velkého rizika s předpokladem, že je stát na základě doktríny too big to fail nenechá zbankrotovat a napumpuje do nich další peníze.

## Průběh hypoteční krize

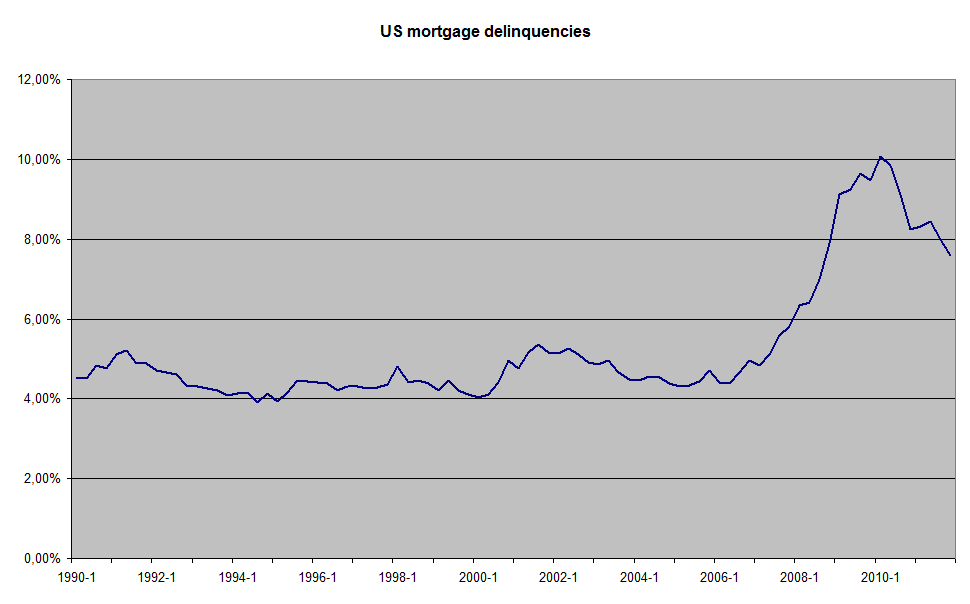
Vývoj nesplácených hypotečních úvěrů

V roce 2004 Fed zvedl základní úrokovou sazbu z jednoho na tři procenta, v roce 2005 zvyšování úrokové sazby pokračovalo. Počátkem roku 2006 se objevily první signály naznačující blížící se problémy v podobě klesajícího zájmu o hypotéky. Přesto se Fed 29. června rozhodl zvednout základní úrokovou sazbu o čtvrt procentního bodu na 5,25 procenta. Důvodem k tomuto jednání byly obavy ze zvýšené inflace, které se nakonec ukázaly jako bezpředmětné a neznalost skutečného rozsahu problému, banky v tu dobu stále ještě tajily rozsah problému. Navyšování sazeb Fedu se s několikatýdenním zpožděním promítalo do hypotečních úrokových sazeb. Třicetiletá fixní sazba se tak vyšplhala o jedno procento na 6,5 procent, u patnáctileté fixace také došlo k jednoprocentnímu růstu a ta se tak dostala na hodnotu šesti procent a variabilně úročený úvěr vzrostl o 2 procenta na 5,5 procenta. V létě roku 2006 došlo k prudkému poklesu zájmu o hypoteční úvěry, což zastavilo nárůst cen nemovitostí a prodloužilo dobu jejich prodeje, která se prodloužila ze čtyř měsíců na deset. Velice brzy na to docházelo k problémům se splácením nejméně bonitních majitelů hypoték. To tvořilo problém pouze bankám a daným lidem, protože tito lidé svým neutrácením příliš neovlivňovali tok peněz na trhu. S krátkým zpožděním se do problému dostalo poměrně hodně lidí ze střední třídy, kteří se pokusili nejprve snížit výdaje na spotřební zboží. To se odrazilo především v omezení poptávky po statcích dlouhodobé spotřeby jako jsou automobily, nábytek, elektronika a stavební materiál.
V roce 2007 pokračoval růst cen splátek, navíc řadě lidí končilo zvýhodněné období, což dost citelně narušilo rodinné rozpočty. Za této situace došlo k výraznému zdražení benzínu a potravin, což bylo pro americké domácnosti natolik zatěžující, že prudce vzrostl podíl nesplácených hypotečních úvěrů. Na podzim roku 2007 došlo k situaci, kdy se počet domů zabavených pro nesplácení dostal na 0,83 procenta, což byla rekordní hodnota od doby sledování tohoto ukazatele. Počet opožděných plateb u hypotečních úvěrů se dostal až na hodnotu 5,82 procenta. Zároveň se odhaduje, že reálné nesplácení hypotečních úvěrů se pohybovalo kolem tří procent – část klientů byla teprve ve fázi zpoždění, počet nesplácených nehypotečních úvěrů byl jednoprocentní. V USA fungují hypoteční úvěry odlišně od Evropy, protože vlastníkem nemovitosti je banka. Lidé se stanou vlastníkem teprve až úvěr splatí. Při nesplácení pak banka dům v dražbě prodá. Případná ztráta při prodeji jde pak za bankou. V běžné situaci je zajištění hypotečního úvěru nemovitostí dostatečné, ale v okamžiku propadu cen nemovitostí bylo krytí nedostatečné. Tím se banky dostaly do situace, kdy se s velkou částí neplatících klientů nemohly domluvit na novém splátkovém kalendáři a musely přistoupit k hromadnému zabavování nemovitostí. Banky se pak pokoušely nemovitosti prodat, což vedlo k převisu nabídky nad poptávkou. To srazilo ceny dolů, čímž se ještě snížilo procento pokrytí ztrát. Mimo problému s poklesem ceny pak působil plošný nezájem o nemovitosti, který byl způsoben obavami, zda budou domácnosti schopny splácet, dále se projevila obava z pomalu rostoucí nezaměstnanosti a v neposlední řadě i úvaha, že dojde k dalšímu pádu cen nemovitostí. Proto banky na prodeji jedné nemovitosti dražbou tratily cca padesát tisíc amerických dolarů.

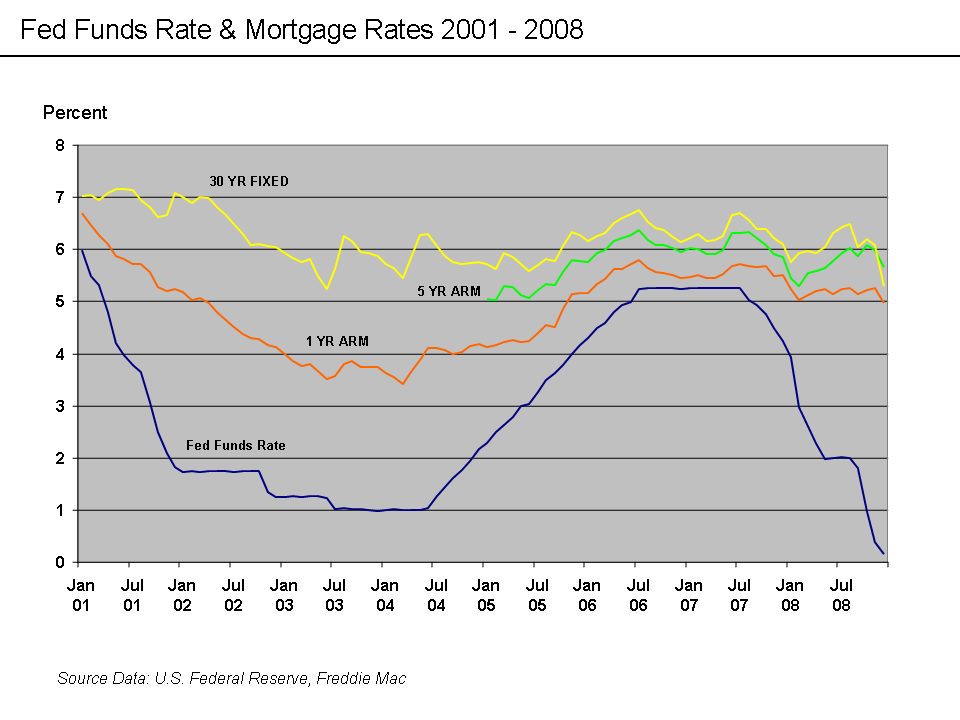
Vývoj úrokových sazeb FEDu a hypotečních úvěrů v letech 2001–2008

Zpočátku se předpokládalo, že se krize víceméně stabilizuje sama, ale na podzim roku 2007 již bylo patrné, že hypoteční krize přerůstá v krizi likvidity. To – spolu s nárůstem lidí neschopných splácet hypoteční úvěr – vedlo Fed k reakci, o níž se věřilo, že by mohla problém vyřešit – snížení základní úrokové sazby. Fed začal plynule snižovat základní úrokovou sazbu, která do jara 2008 klesla z 5,25 procenta na 2,25 procenta. Věřilo se, že banky sníží úroky a tím se uleví domácnostem s variabilním úrokem. Jenže zatímco úroková sazba Fedu klesla během půl roku o tři procentní body, sazby krátkodobě úročených hypotečních úvěrů se za toto období snížily pouze o půl procentního bodu, což nijak neovlivnilo schopnost splácet. Banky se neodhodlaly k radikálnějšímu snížení úroků, protože vyšší marží chtěly vyrovnat ztráty, mimo to přehodnotily rizika u nejméně bonitních klientů a ponechávaly si vyšší rizikovou marži. Dalším problémem, který se objevil, byla skutečnost, že celé řadě klientů končilo zvýhodněné období na hypoteční úvěr. V druhé polovině roku 2007 se začala projevovat nedůvěra mezi finančními institucemi a banky postupně začaly hromadit hotovost, a proto musely omezovat poskytování úvěrů. Přestože již bylo opravdu jasné, že se něco děje, banky se snažily zatajovat pravý stav věcí. V tomto období se krize začala přelévat do jiných oblastí ekonomiky. Během ledna se začaly propadat jednotlivé burzy, přičemž měsíční propad na některých světových burzách činil až 25 procent.
To, jaký má hypoteční krize rozsah, začalo být jasné 18. března 2008, kdy JPMorgan Chase převzal Bear Stearns za 236 milionů amerických dolarů, přičemž Fed poskytl záruky za 30 miliard amerických dolarů. K opravdovému přelití do jiných oblastí ekonomiky, konkrétně do akciových trhů, došlo v září 2008. V tu dobu již začala krize být zajímavá i pro média nevěnující se ekonomice a lidé začali věřit, že se skutečně něco děje. Počátkem září se do problémů dostala čtvrtá největší investiční banka Lehman Brothers, jejíž akcie začaly prudce oslabovat (během půl roku spadly ze šedesáti amerických dolarů na pouhé čtyři) a 15. září byla nucena požádat o ochranu před věřiteli. Prakticky ve stejném okamžiku se do problémů dostala i Merrill Lynch, která byla nucena odepsat na realitním trhu ztráty v řádu několika desítek miliard amerických dolarů. Obě banky se snažily najít někoho, kdo by jim půjčil, ale brzy bylo jasné, že jejich jedinou nadějí na záchranu je buď akvizice, anebo fúze. Ačkoli se zpočátku zdálo, že existuje naděje, že se zachrání obě banky, od pátku 12. září bylo jasné, že jedinou nadějí pro tyto ústavy je Bank of America, která se 15. září 2008 rozhodla pro sloučení s Merrill Lynch, avšak Lehman Brothers oznámila bankrot.
Sloučení Merrill Lynch do Bank of America doprovázely finanční injekce ze strany státu a to nejprve ve výši 25 miliard amerických dolarů pro Bank of America i Merril Lynch a následně pak 20 miliard amerických dolarů a 118 miliard dolarů na zajištění ztrátových investic.
V okamžik krachu Lehman Brothers se akciové burzy začaly dále propadat a hypoteční úvěry přestaly být hlavním důvodem pokračování krize. V tu chvíli se již nehovoří o hypoteční krizi, ale světové finanční krizi, která byla důsledkem hypoteční krize.

## Změna hypoteční krize na světovou finanční krizi
Hypoteční krize vyvolala světovou finanční krizi a stala se tak její nedílnou součástí. Obecně platí, že pokud se píše o problémech hypoték, zdá se, jakoby tyto problémy zmizely s krachem Lehman Brothers. Ve skutečnosti nezmizely, jen ustoupily hlavnímu zájmu médií a problém špatných hypotečních úvěrů byl řešen v rámci celkových problémů trhu.
Po krachu Lehman Brothers se finanční systém potýkal s nedostatečnou likviditou, insolventností finančních institucí, nárůstem volatility výnosových měr finančních instrumentů, výrazným poklesem hodnoty finančních a nefinančních aktiv a podstatným snížením rozsahu alokace úspor ve finančním systému. V důsledku toho neustála situaci největší americká spořitelna Washington Mutual a 25. září oznámila bankrot – jedná se o největší bankrot v dějinách Spojených států.
V tom okamžiku přestaly banky v obavě před runem prakticky půjčovat peníze, anebo půjčovaly jen na velmi vysoký úrok. Tento stav se nazývá credit crunch. To je pro ekonomiku – zejména v USA, kde je ekonomika postavena na dostupnosti peněz – velkým problémem. Firmy ve Spojených státech financují běžné věci jako je výplata mezd, platba dodavatelům atp. pomocí bankovních úvěrů či formou krátkodobých dluhopisů, které vyrovnávají v okamžiku, kdy je jim proplacena faktura. Po září 2008 si mnoho firem nemohlo půjčit provozní kapitál a musely omezit výrobu a snížit stav zaměstnanců. Lidé začali méně utrácet a firmám klesal odbyt. Krize likvidity tak zmrazila úvěrový trh a kvůli snížené spotřebě poklesl HDP, čímž se ekonomika dostala do recese. Kvůli skutečnosti, že do cenných papírů krytých americkými hypotékami investovala celá řada podniků mimo USA, se krize stala celosvětovou.
Hypoteční krize se tím, jak přerostla v krizi likvidity, stala klasickou ekonomickou krizí se všemi jejími projevy. Nevýhodou finanční krize vyvolanou hypoteční krizí je, že znehodnocení cen nemovitostí vede k situaci, kdy firmy nemají čím ručit. Jelikož firmám poklesl odbyt, byly nuceny omezit náklady. Největším nákladem firem jsou mzdy, a proto každá krize směřuje k omezení výroby a propouštění zaměstnanců. Některým společnostem tento proces umožní firmu zachránit, jiné i přes omezení nákladů nakonec zkrachují, čímž často vznikají neuspokojené pohledávky. To vede banky k přehodnocování střednědobých i dlouhodobých finančních plánů, lépe prověřují hodnotu zástav a lépe analyzují úvěry i klienty. Banky se více soustředí na kontrolu úvěrového rizika. V období krize se firmám zhoršuje scoring a rating, což ještě zvyšuje úrokovou míru při půjčce, což je pro firmy, které potřebují pro svůj provoz kapitál, další problém. Banky sice i nadále půjčují, ale počítají si vyšší marži za vyšší riziko neobdržení pohledávek. Banky nadále požadují vyšší záruky, což je v okamžiku propadu cen nemovitostí pro firmy značný problém. Tyto bankovní požadavky jsou pro hospodářský růst negativní, protože de facto ničí provozní financování podniků, které pak musí odmítat zakázky. Tímto přístupem vlastně rostou špatné pohledávky a rozšiřuje se krize.
V následujícím období se zjistilo, že téměř všechny větší bankovní instituce drží značné množství CDO amerických hypoték a že tedy nemají dostatečné krytí, čímž vlastně porušují kapitálovou přiměřenost. V tomto okamžiku mnoho velkých finančních domů ohrožoval bankovní run. Banky tak v obavě o uchovávání hodnoty peněz přestaly půjčovat a snažily se buď držet aktiva anebo je přesunout na komoditní trh. Zájem o komodity zvýšil jejich cenu, čím ještě prohloubil krizi, neboť lidem vzrostly náklady na běžný život, což zhoršilo platební morálku dlužníků.

## Následky krize

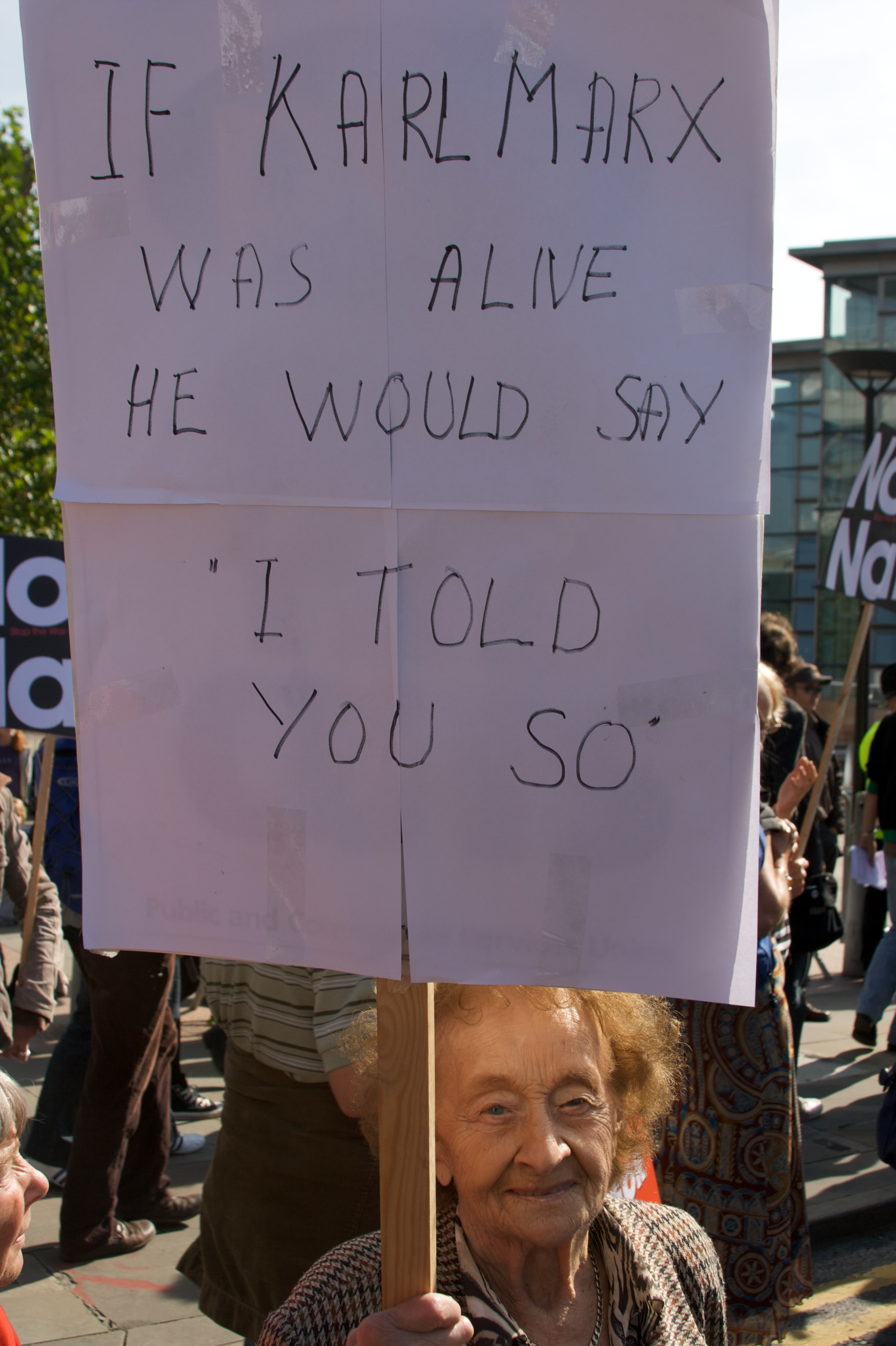
Protest v Manchesteru, při přerůstání hypoteční krize v krizi likvidity (nápis na transparentu: „Kdyby byl Karl Marx naživu, řekl by – Já vám to říkal“

Hypoteční krize postupně přerostla v krizi likvidity a banky se postupně dostaly do situace, kdy měly málo finančních prostředků. Domácnosti se vlivem zvyšujících se měsíčních splátek dostaly do platební neschopnosti, což vedlo k prodloužení doby prodeje, čímž se samozřejmě prodloužila i doba po kterou banky čekaly na peníze. Mnoho bank se tak dostalo do potíží způsobených nedostatkem likvidity, což nabouralo finanční rovnováhu cash-flow. Nedostatek likvidity hrozil vyvolat situaci, kdy by nastal bankovní run, který by byl schopen narušit finanční rovnováhu celé ekonomiky.
Přes kroky, které finanční instituce, státy a mezinárodní instituce podnikly, se z hypoteční krize stal celosvětový problém procházející celou ekonomikou. Jako prvotní problém provázející nedostatečnou likviditu se dostavily bankroty bank a pojišťoven. Teprve poté nastal prudký pokles akcií na burze, čímž se snížila hodnota firem, které v důsledku toho neměly dostatečné zajištění úvěrů. Peníze, které investoři a spekulanti nevyužívali na akciových trzích, byly použity na komoditních trzích. Tím stouply ceny ropy, potravin, kovů obchodovatelných na burze. To zvýšilo výrobní náklady a zdražilo věci denní potřeby, čímž se krize dále prohlubovala, protože lidem zbývalo méně peněz na splácení hypoték. Snaha po snížení nákladů vedla k nárůstu nezaměstnanosti, což nadále prohlubovalo krizi. Státy se do této situace rozhodly pomoci velkým finančním ústavům tím, že jim poskytly kapitálovou pomoc, čímž do ekonomiky dostaly obrovské množství, zpravidla, inflačních peněz. To rozpoutalo na finančních trzích nejistotu ohledně reálné ceny peněz a investoři, spekulanti a banky přenesly svá aktiva do zlata, které se tak stalo rekordně drahé. Výsledkem těchto trendů byl další nárůst cen, který se přenesl i mimo vyspělý svět. V rozvojových zemích tak lidé začali mít problémy s obstaráváním potravin a předmětů denní potřeby, což nakonec v řadě států vedlo k revolucím známým jako arabské jaro.

## Rozšíření do světa
Hypoteční krize byla díky způsobu jakým byla prováděna sekuritizace rozšířena do celého světa, pomocí CDO vlastnily prakticky všechny významnější banky nějaké americké hypotéky. Problémem bylo, že nikdo vlastně nevěděl, kolik těchto bezcenných hypoték kdo vlastní. Některé banky vlastnily takové množství derivátů založených na amerických hypotékách, že jejich záchrana byla možná jen pomocí státních půjček a mnoho ekonomů se domnívá, že záchrana byla odměnou za nezodpovědnost. První takovou bankou byla Sachsen LB a IKB Deutsche Industriebank Ve druhé polovině roku 2007 vznikla na mezibankovním trhu nedůvěra, která vedla k tomu, že si banky přestaly půjčovat. Na to byla Evropská centrální banka nucena reagovat snížením základní úrokové sazby. Podobným způsobem reagovaly i ostatní centrální banky, které navíc umožnily bankám čerpat nouzové úvěry. K tomuto kroku se banky odhodlávají velmi nerady, protože čerpání takovýchto úvěrů vede k oslabení víry klientů v jejich stabilitu a často jsou takové ústavy ohroženy bankovním runem. Problémy spojené s nedostatkem likvidity vyvrcholily runem na britskou banku Northern Rock, jejíž problémy nebyly způsobeny vlastnictvím derivátů, ale způsobem financování. Proto ačkoli je tento run důsledkem hypoteční krize, nelze ho již považovat za její součást, ale pouze za následek.
V důsledku hypotéční krize se dostala do problémů celá řada států, pravděpodobně největší problémy měl v této souvislosti Island, jehož ekonomika byla s americkou velmi provázána. V Německu se do problémů dostal již v polovině září 2008 druhý největší poskytovatel hypotečních úvěrů Hypo Real Estate. Ze společností které se obchodují na frankfurtské burze, byl Hypo Real Estate první blue chip, který požádal o pomoc při řešení krize vládu. Německo na Hypo Real Estate uplatnilo pravidlo too big to fail a poskytlo mu kapitálovou pomoc 100 miliard eur. Používání tohoto termínu tak získalo velmi volný nádech, protože možnost, že by bankrot Hypo Real ohrozil celé hospodářství je nulová – v roce 2010 Hypo Real Estate neprošlo zátěžovými testy a byla doporučena jeho likvidace Německá vláda chtěla zabránit hromadnému výběru peněz z bank, a proto se rozhodla garantovat plnou výši soukromých vkladů u bank. Následkem německé garance nezbylo Rakousku než tento krok udělat také, jelikož se rakouská vláda obávala, že by došlo k přesunu peněz z rakouských do německých bank. Tento efekt se projevil např. ve Velké Británii, odkud přesouvali vkladatelé své peníze v okamžiku, kdy Irsko garantovalo totéž.
V říjnu 2008 německá kancléřka Angela Merkelová prosadila balíček na podporu bank. Německá vláda tak vyčlenila 500 miliard eur, které mají sloužit pro boj s finanční krizí, přičemž 400 miliard eur je určeno na záruky bank za špatné úvěry, zbývající část je přímá kapitálová pomoc a prostředky pro vykoupení špatných aktiv formou fondu, jehož rozpočet byl oddělen od vládního rozpočtu. Rakousko pro stabilizaci bankovního sektoru vyčlenilo 100 miliard eur a 2 miliardy eur na povzbuzení ekonomické konjunktury. Tyto balíčky, stejně jako v USA, nepřinesly téměř žádné výsledky – např. nezaměstnanost byla v lednu 2009 o téměř procento vyšší než v prosinci. Banky hromadily kapitál a docházelo ke stejné krizi jako v USA, která se stejným způsobem stala krizí likvidity.

## Česká republika
České republiky se hypoteční krize přímo netýkala, neboť její banky ani občané nedrželi nijak zajímavé procento amerických hypoték. Dále u českých bank úvěry tvoří cca 80 % depozitních vkladů. Navíc se banky v ČR již v polovině roku 2008 rozhodly omezovat počet úvěrů. V roce 2008 byl objem hypoték 117 miliard korun, zatímco v roce 2007 se jednalo o 142 miliard. Z toho pramenilo podcenění krize, jehož se vláda a ministerstvo financí dopustilo. Ačkoli Česká republika dále odhadovala růst, bylo patrné, že se jí krize musí dotknout na základě snížení spotřeby v zemích hlavního exportu. Vláda sestavila NERV, což měla být skupina ekonomických expertů radících vládě. Nehledě na systémové nedostatky již v únoru 2009 NERV představil národní protikrizový plán. Ještě před tím vláda snížila daně podnikům a použila rezervní fondy ministerstev na podporu zemědělství, což se prakticky minulo účinkem. Vláda zaměřila na řešení otázky stimulace hospodářského vývoje a zamezení nárůstu nezaměstnanosti. NERV spolu s vládou došel k názoru, že lze stimulovat jen nabídkovou stranu, neboť stimulace poptávky by znamenala odliv kapitálu do zahraničí. Plán se zaměřil na podporu cash-flow firem a to především pomocí osvobození záloh na daně, rozložení splátkových kalendářů, neuplatňování sankcí, snížení sociálního pojištění a zrychlení odpisů. Tento plán již počítal se stagnací, anebo maximálně dvouprocentním propadem, tento odhad se nakonec ukázal také jako špatný a propad byl nakonec 4,9 procenta.
Zároveň s těmito kroky se Česká národní banka pokusila intervenovat ve prospěch úvěrového trhu a snažila se zmírnit následky finanční krize tím, že využila všech dostupných nástrojů a snížila sazby dvoutýdenních repo operací, depozitní facility a marginální zápůjční facility na historické minimum. Úrokové míry bank však přesto dále stagnovaly, mezibankovní sazba PRIBOR spolu s rizikovou marží tedy udržely úroky na stejné hladině. To vedlo ČNB k zavedení dodávací facility s možností čerpat likviditu na dva týdny, nebo na tři měsíce.
V České republice měla hypoteční krize nejhorší dopad na ČSOB, kde se zisk meziročně propadl o 90 procent, ale ČSOB přesto vydělala po zdanění 1,034 miliard korun. ČSOB tak odepsala zhruba 8,5 miliardy korun kvůli přecenění rizikových CDO dluhopisů, které však mohla ocenit na nulu, čímž se zbavila budoucích rizik z jejich ztrát. O půl miliardy ČSOB přišla, protože měla podíl v islandských bankách a 300 milionů korun prodělala krachem Lehman Brothers. Česká spořitelna zůstala také zisková i přes odpis 1,9 miliardy v islandských bankách a 300 milionů v Lehman Brothers. Komerční banka zvýšila zisk o 18 procent, a odepsala pouze 152 milionů korun v islandských bankách.

## Řešení krize
Prvotním řešením krize, pro které se Spojené státy rozhodly, bylo snížení úrokových sazeb Fedem. Ačkoli sazby klesaly, úroky hypotečních úvěrů zůstaly na své úrovni, anebo klesly minimálně. Takový pokles nenapomohl řešení, neboť takto malý pokles dostatečně neovlivnil možnosti lidí splácet úvěry. Spojené státy pak do krize zasahovaly až v okamžiku, kdy bankovní sektor krizi řešil kumulací prostředků. V ten okamžik začala krize likvidity, kterou se Spojené státy pokusily řešit, protože tento problém se dotýká prakticky celého trhu. Prvním krokem ministra financí Henry Paulsona byl plán na vykoupení špatných hypotečních úvěrů. Tento program byl nazván TARP a jeho podstata řešení spočívala v představě, že vláda odkoupí špatná aktiva, která stahují banky do ztrát. Banky pak nebudou nuceny kumulovat prostředky, což zlikviduje krizi likvidity. Problém takového plánu spočívá v realizaci, neboť vzniká problém, jak tato aktiva ocenit. Bushova administrativa původně počítala s tím, že vytvoří jakousi konsolidační banku, která tyto úvěry bude odkupovat. Problém s oceněním se však nepodařilo odstranit, což se ukázalo jako neřešitelná překážka, protože nadhodnocením dojde k vyčerpání velkého objemu peněz a finančnímu vyčerpání státu. Při podhodnocení aktiv stát bankám nejen nepomůže, ale dostane je do další ztráty. Proto byl TARP odmítnut a Bushova administrativa se rozhodla ekonomiku oživit pomocí kapitálových injekcí. Idea byla zhruba taková, že banky obdrží peníze za majetkové podíly, které budou předány formou akcií. Banky pak měly získaný kapitál použít na nové úvěry, což mělo snížit počet nedobytných pohledávek. Banky by tak překonaly krizi, tím by stoupla jejich hodnota a stát by prodejem akciového podílu získal zpět investované prostředky. Na tento program bylo vyčleněno 700 miliard amerických dolarů, ale nakonec byla uvolněna jen polovina. Banky však kapitál neinvestovaly do úvěrů, ale držely jej formou rezerv na ztráty z jichž poskytnutých úvěrů. Vládní balík se i přes podporu Fedu, který snížil základní úrokovou sazbu na 0,25 procenta, minul účinkem. Nedůvěra na mezibankovním trhu neumožnila srazit hypoteční úvěry zpět, protože banky se rozhodly neriskovat a ponechaly si vyšší marži.
Po krachu TARPu – v listopadu 2008 – Henry Paulson představil nový program – TALF, který chtěl investorům zpřístupnit úvěry na cenné papíry směřující do půjček na automobily, studium a cenné papíry založené na kreditních kartách. Na tento program bylo vyhrazeno 25–100 miliard amerických dolarů ze záchranného balíčku určeného pro finanční sektor. Cílem tohoto programu bylo podpořit spotřebitelské výdaje USA, protože ty zajišťují téměř dvě třetiny ekonomické aktivity USA. Tento program však nedostal čas, aby se mohl projevit, neboť nový prezident USA – Barack Obama představit svůj vlastní balíček. Idea administrativy Baracka Obamy stojí především na obrovských výdajích do infrastruktury, modernizaci škol, úlevy na přímých daních a snížení energetických potřeb vlády. Tím chtěl Obama zřídit čtyři milióny pracovních míst během dvou let. Nevýhodou tohoto plánu byla nedostatečná likvidita bank. Jelikož plán nevycházel, musel se Obama vrátit k myšlence TARPu. Tím se vlastně jeho politika navázala na politiku George Bushe, kdy začala pomocí bad bank odkupovat špatně investované hypoteční úvěry. Rozdíl mezi politikou Bushe a Obamy spočívá jen ve způsobu, jakým se peníze do ekonomiky nalévají.
Ministr financí Timothy Geithner se pokusil oživit úvěrový trh tím, že zbaví finanční sektor problematických aktiv. Programem Public-Private Investment Program navázal na TARP a TALF, ale cíleně se zaměřil ještě na očištění bank od rizikových úvěrů. Cílem bylo odstranit tyto úvěry z bankovních bilancí, ale stejně jako předchozí plány narážel na problém s oceněním. Tyto problémy vedly k navyšování kapitálu a dalším odpisům. Výhodou Public-Private Investment Program je, že počítá s významnou účastí soukromého kapitálu a s podporou veřejných financí od daňových poplatníků z balíčku TARP. Předpokládaná výše celkového objemu byla odhadována na 500 miliard až jeden bilion dolarů. Vláda počítala se spoluprací Fedu a FDIC, který vytvářel garance na půjčky pro nákup špatných úvěrů. Zapojením soukromého kapitálu se zvýšil objem použitých finančních prostředků a zefektivnilo se stanovení cen aktiv, které byly prováděny aukčním prodejem s cílem vyhnout se jejich přeplácení. Tento plán rozdělil aktiva na dva druhy a to na problémové úvěry – legacy loans a problémové cenné papíry – legacy securities. U legacy loans mělo vypořádání proběhnout vložením balíků úvěrů do aukce, kde se ocenily, investor mohl použít půjčené prostředky v poměru 6:1, přičemž půjčka bude kryta garancí Federálního úřadu pojištění vkladů. Prostředky na nákup úvěru jsou tvořeny z poloviny vládními prostředky a z poloviny soukromým kapitálem. Problémové cenné papíry měly mít poměr vládního a soukromého kapitálu 1:1. Fondy měly vykupovat problémové dluhové cenné papíry, jako jsou MBS a ABS.